# Champsac
Champsac (tiếng Occitan: Chamçac) là một xã của tỉnh Haute-Vienne, thuộc vùng Nouvelle-Aquitaine, miền trung nước Pháp.